# Karel Kryl
Karel Jan Kryl (Kroměříž, 1944. április 12. – München, 1994. március 3.) csehszlovák költő, zenész.

## Élete
Nyomdász családban született. Családi nyomdájukat a kommunista rendszer szüntette meg az 1950-es években. 1968-ban két nagyobb dalát is felénekelték. Fél évvel a prágai tavasz bukása után jelent meg első albuma. 1969. szeptember 9-én nyugat-németországi zenei fesztiválon lépett fel, majd disszidált. 1968–1993 között a csehszlovák protestsong egyik legjelentősebb képviselője. Együttműködött a Szabad Európa Rádióval, 1983-tól állandó munkatársa volt. 1989 után több dalát más előadók is felhasználták. Ideiglenesen hazatért. Szívinfarktusban hunyt el Németországban.

## Elismerései
- 1994 Károly Egyetem ezüst emlékérme in memoriam
- 1995 František Kriegl-díj
- 1995 Cseh Grammy-díj
- 1995 Érdemeiért II. fokozat in memoriam